# روي إلدريدج
روي إلدريدج (بالإنجليزية: Roy Eldridge)‏ هو مغني أمريكي، ولد في 30 يناير 1911 في بيتسبرغ في الولايات المتحدة، وتوفي في 26 فبراير 1989 في نيويورك في الولايات المتحدة.

## وصلات خارجية
- روي إلدريدج على موقع IMDb (الإنجليزية)
- روي إلدريدج على موقع الموسوعة البريطانية (الإنجليزية)
- روي إلدريدج على موقع ميوزك برينز (الإنجليزية)
- روي إلدريدج على موقع إن إن دي بي (الإنجليزية)
- روي إلدريدج على موقع أول ميوزيك (الإنجليزية)
- روي إلدريدج على موقع ديسكوغز (الإنجليزية)